# 青森県信用組合
青森県信用組合（あおもりけんしんようくみあい）は、青森県青森市に本店を置く信用協同組合（信用組合）。2019年現在、青森県内に本店を持つ唯一の信用組合である。

## 概要
県下6つの組合の合併によって発足した組合で、県内のほぼ全域に店舗を持つ。略称は「けんしんよう」で、看板にも略称で提示されている。
信組有志によるATM提携「しんくみ お得ねっと」に参加している（後述）。なお、当組合のATMは土曜日は提携信用組合、青森みちのく銀行のカード利用時を除き、全時間帯、利用手数料有料である。

## 沿革[3]
- 1971年7月 - 青森県内6信用組合（三戸、三沢、七戸、東青、中弘、西弘）が合併により、青森県信用組合として発足。
- 1991年10月 - むつ信用組合を合併。
- 1994年10月 - 全国信用組合共同センター（SKC）に加盟。
- 2002年10月 - 「しんくみお得ねっと」取扱開始[4]。
- 2020年2月 - 金融庁が自己資金の増強を目的とした72億円の公的資金注入を発表[5]。

## 他の金融機関とのATM利用提携[6]
けんしんようのATM（けんしんよう以外を幹事金融機関とする共同利用自動機店舗を除く）では、ATM提携「しんくみ お得ねっと」に加盟している他の各信組のキャッシュカードでも、平日8時45分から18時の出金に限り手数料は無料となる。
また、2008年6月2日よりセブン銀行ATMとの入出金利用提携を開始している。さらに、2008年9月22日からはイオン銀行とのATM相互出金提携にも参加している。
青森みちのく銀行のATM（あすなろNET）でも平日8時から18時の出金は手数料無料となるほか、個別提携で相互入金にも対応している。